# Grădinița
Grădinița è un comune della Moldavia situato nel distretto di Căușeni di 1.325 abitanti al censimento del 2004.

## Località
Il comune è formato dall'insieme delle seguenti località: (popolazione 2004)
- Grădiniţa (720 abitanti)
- Leuntea (480 abitanti)
- Valea Verde (125 abitanti)